# فيلي فيليانن
فيلي فيليانن (بالفنلندية: Ville Viljanen)‏ هو لاعب كرة قدم فنلندي في مركز الهجوم، ولد في 2 فبراير 1971 في هلسنكي في فنلندا. شارك مع منتخب فنلندا لكرة القدم. أما مع النوادي، فقد لعب مع بورت فايل وغايس غوتنبرغ ونادي هكن.

## وصلات خارجية
- فيلي فيليانن على موقع اتحاد السويد (السويدية)
- فيلي فيليانن على موقع قاعدة بيانات كرة القدم.إي يو (الإنجليزية)
- فيلي فيليانن على موقع ناشيونال فوتبول تيمز (الإنجليزية)
- فيلي فيليانن على موقع Soccerbase.com (لاعب) (الإنجليزية)